# 2306 Bauschinger
2306 Bauschinger eller 1939 PM är en asteroid i huvudbältet, som upptäcktes 15 augusti 1939 av den tyske astronomen Karl Wilhelm Reinmuth i Heidelberg. Den har fått sitt namn efter den tyske astronomen Julius Bauschinger.
Asteroiden har en diameter på ungefär 17 kilometer och den tillhör asteroidgruppen Padua.